# (14664) Vandervelden
(14664) Vandervelden est un astéroïde de la ceinture principale.

## Description
(14664) Vandervelden est un astéroïde de la ceinture principale. Il fut découvert le 25 janvier 1999 à Oohira par Takeshi Urata. Il présente une orbite caractérisée par un demi-grand axe de 3,14 UA, une excentricité de 0,05 et une inclinaison de 15,9° par rapport à l'écliptique.

## Compléments